# حاتم الجهني
حاتم الجهني لاعب كرة قدم سعودي ويلعب حارس مرمى ويلعب حالياً مع نادي العدالة.

## مسيرة اللاعب
لعب مع نادي الفيصلي ونادي نجران ونادي هجر ونادي العدالة.